# Batkoa gigantea
Batkoa gigantea är en svampart som först beskrevs av S. Keller, och fick sitt nu gällande namn av Humber 1989. Batkoa gigantea ingår i släktet Batkoa och familjen Entomophthoraceae.   Inga underarter finns listade i Catalogue of Life.